# Hemieleotris
Hemieleotris is een geslacht van straalvinnige vissen uit de familie van de slaapgrondels (Eleotridae).

## Soorten
- Hemieleotris latifasciata (Meek & Hildebrand, 1912)
- Hemieleotris levis Eigenmann, 1918